# Орудово
Ору́дово — деревня в Калининском районе Тверской области. Относится к Михайловскому сельскому поселению.
Население по переписи 2010 — 116 человек, 57 мужчины, 59 женщины.
Расположена в 18 км к северу от Твери, на реке Ведемья. За рекой — село Васильевское, к северу — посёлок Васильевский Мох.

## История
В Списке населенных мест 1859 года значится владельческая деревня Орудово с 967 жителями при 115 дворах. В середине XIX-начале XX века деревня относилась к Васильевской волости и приходу Тверского уезда.